# Eucritta
Eucritta ist eine ausgestorbene Gattung der Baphetidae mit nur einer beschriebenen Art. Sie lebte im Viséum, einer Stufe des frühen Karbon, vor 345,3 bis 328,3 Millionen Jahren und gehört zu den frühesten Vertretern der Landwirbeltiere. Die Baphetidae sind die ersten fossilen Landwirbeltiere, die überhaupt in Schichten des Karbon gefunden wurden; Eucritta stellt innerhalb dieser Gruppe die basalste Gattung dar und ist entsprechend eine der ursprünglichsten bekannten Gattungen der Landwirbeltiere.
Die Art Eucritta melanolimnetes wurde 1998 wissenschaftlich beschrieben und dabei nach dem Horrorfilm Der Schrecken vom Amazonas (engl. Originaltitel: Creature from the Black Lagoon) aus dem Jahr 1954 benannt.

## Merkmale
Eucritta melanolimnetes wurde auf der Basis eines fast vollständigen Skeletts der Art beschrieben. Neben diesem Holotypus (UMZC (University Museum of Zoology, Cambridge) T1347a und b) standen der Erstbeschreiberin mehrere weitere Skelettteile von vier Individuen zur Verfügung.
Die Tiere erreichten eine Körperlänge von etwa 25 Zentimetern. Die Kopflänge variiert bei den beschriebenen Individuen zwischen 30 und 90 Millimetern. Bei zwei Individuen liegt neben dem Schädel auch Material des Postcranialskeletts vor. Das Schädeldach dieser Art weist große Ähnlichkeit mit dem Temnospondylen Balanerpeton aus der gleichen Zeit auf. Wie dieser hat Eucritta eine kurze Schnauze, große Augenhöhlen, auffällige Kerben hinter den Augen und ein sehr ursprüngliches Muster der Schädelknochen mit direktem Kontakt des Supratemporale und der Postparietalen. Unterschiede bestehen im Aufbau des Gaumens, der bei Eucritta geschlossen ist, sowie der Lage der Schädelfenster und der Form und Lage einzelner weiterer Schädelknochen. Das größte Exemplar weist eine Einbuchtung in der Augenhöhle auf, die als Merkmal der Baphetidae in deutlich ausgeprägterer Form existiert.
Das postcraniale Skelett war nur wenig verknöchert. Es entspricht in zahlreichen Merkmalen anderen basalen Landwirbeltieren wie Acanthostega, den Anthracosauria und den Lepospondyli. Wichtige Merkmale sind ein rautenförmiger Knochen zwischen den Schlüsselbeinen (Interclavicula) und ein Darmbein mit dorsalem Blatt und nach hinten liegendem Fortsatz. Die Bauchrippen (Gastralia) sind verlängert.
Eucritta besitzt entsprechend ein Mosaik aus Merkmalen, die denen der Temnospondyli und der Anthracosauria ähnlich sind. Zu ersteren zählen vor allem die breiten Kerben hinter den Augen, zu letzteren der geschlossene Gaumen sowie Merkmale des Beckengürtels.

## Fundort
Der Fundort der Fossilien von Eucritta melanolimnetes stammt aus dem Viséum Schottlands. Er gehört zum East Kirkton Quarry in Bathgate in der Grafschaft West Lothian nahe Edinburgh. Dort stammt der Fund aus der Unit 82, die von schwarzem Schiefer geprägt ist.
Die Unit 82 stellt einen der frühesten bekannten Fundorte dar, der eindeutig terrestrisch ist. Es handelte sich wahrscheinlich um einen Lebensraum an einem flachen See, der hydrothermal aktiv war. Das Wasser des Sees war wahrscheinlich giftig für die meisten Lebewesen, an seinen Ufern existierte allerdings eine reiche Flora und Fauna.  Neben Eucritta stammen zahlreiche weitere wichtige Fossilien aus dem frühen Karbon von dieser Fundstelle. So wurden hier mit Balanerpeton woodi der älteste bekannte Vertreter der Temnospondyli und mit Eldeceeon rolfei und Silvanerpeton miripedes die beiden ältesten Anthracosauria gefunden. Auch Westlothiana lizziae, der zu den ältesten Amnioten gehört, sowie Vertreter der zu den Aïstopoda gehörenden Gattung Ophiderpeton wurden hier entdeckt.
Neben diesen Wirbeltieren beherbergt der Fundort Fossilien früher landlebender Gliederfüßer wie landlebende Seeskorpione (Eurypterida), Skorpione, Hundertfüßer und Weberknechte.

## Systematik und Nomenklatur
Eucritta melanolimnetes wurde im Jahr 1998 von der britischen Paläontologin Jennifer Clack in der Zeitschrift Nature wissenschaftlich beschrieben, eine zweite, ausführlichere Beschreibung erfolgte 2001 in der Zeitschrift Transactions / Royal Society of Edinburgh. Earth Sciences. Sie ordnete das Fossil der bis heute monotypischen Gattung Eucritta zu, die sie in die Baphetidae einstellte.
Eucritta melanolimnetes wurde nach dem Horrorfilm Der Schrecken vom Amazonas (engl. Originaltitel: Creature from the Black Lagoon) des Regisseurs Jack Arnold aus dem Jahr 1954 benannt. Der Gattungsname Eucritta setzt sich aus dem griechischen Wort eu für „echt“  und dem Wort critta aus der amerikanischen Umgangssprache für „Kreatur“ (critter) zusammen. Der Artname ist eine Zusammensetzung der beiden altgriechischen Wörter melano für „schwarz“ und limnetes für „Leben in einem Teich oder Sumpf“, zusammengesetzt bedeutet der Name entsprechend „Echte Kreatur aus dem schwarzen Sumpf“ (engl.: „True creature from the black lagoon“).

## Belege
1. 1 2 3 4 5 6  J.A. Clack: A new Early Carboniferous tetrapod with a mélange of crown group characters. Nature 394, 1998: S. 66–69.
2. 1 2  Eucritta (Memento des Originals vom 16. Oktober 2012 im Internet Archive)  Info: Der Archivlink wurde automatisch eingesetzt und noch nicht geprüft. Bitte prüfe Original- und Archivlink gemäß Anleitung und entferne dann diesen Hinweis. im Tree of Life-Projekt.
3. ↑  J.A. Clack: Eucritta melanolimnetes from the Early Carboniferous of Scotland, a stem tetrapod showing a mosaic of characteristics. Transactions / Royal Society of Edinburgh. Earth Sciences 92, 2001; S. 75–95.